# Лундський кафедральний собор
55°42′15″ пн. ш. 13°11′37″ сх. д. / 55.704166666667° пн. ш. 13.193611111111° сх. д.
Лундський кафедральний собор (швед. Lunds Domkyrka, дан. Lund Domkirke) — лютеранський собор міста Лунд, Сконе, Швеція. Головна церква Лундської єпархії Шведської лютеранської церкви. Тривалий час був головним собором Данії та всієї Скандинавії — до передачі міста Швеції; тут знаходилася кафедра єдиного в Скандинавії архієпископа.

## Історія

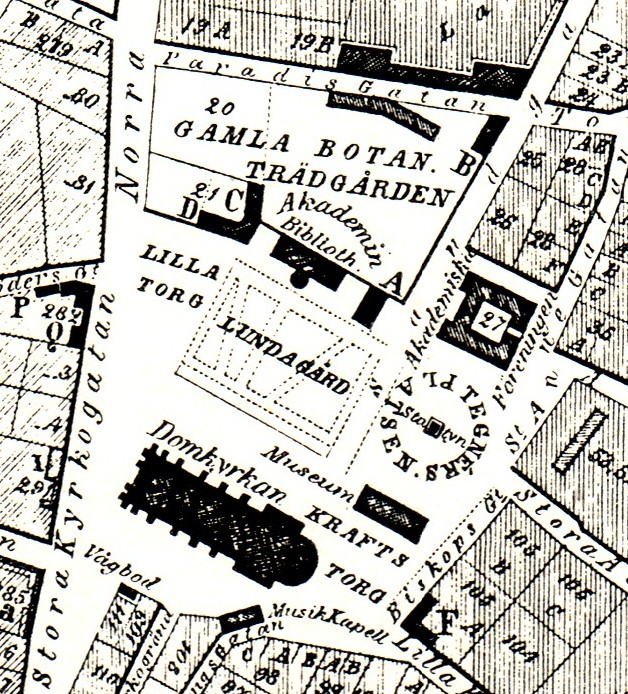
Собор на карті міста 1866 року

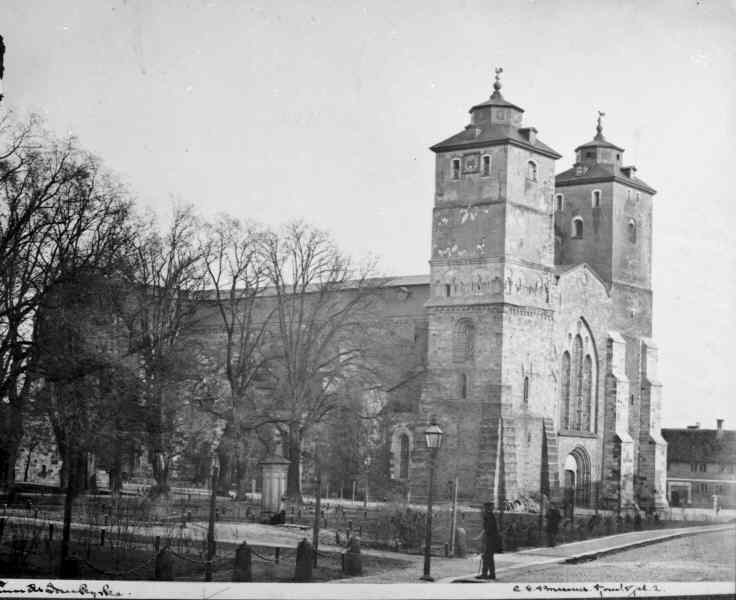
Собор 1870 року, перед тим, як було проведено реконструкцію західної частини будівлі

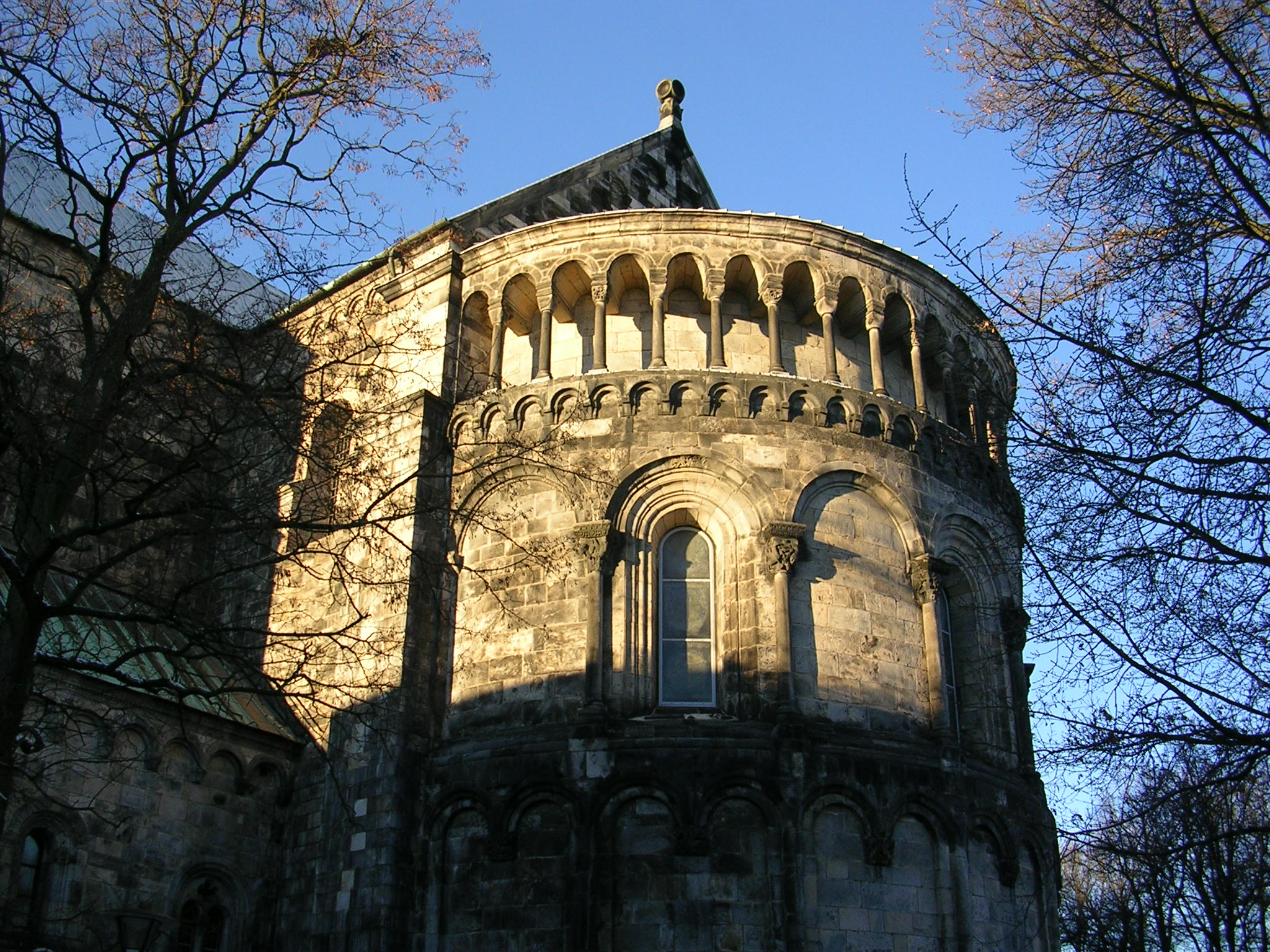
Апсида в романському стилі, прикрашена галереєю з колонадою

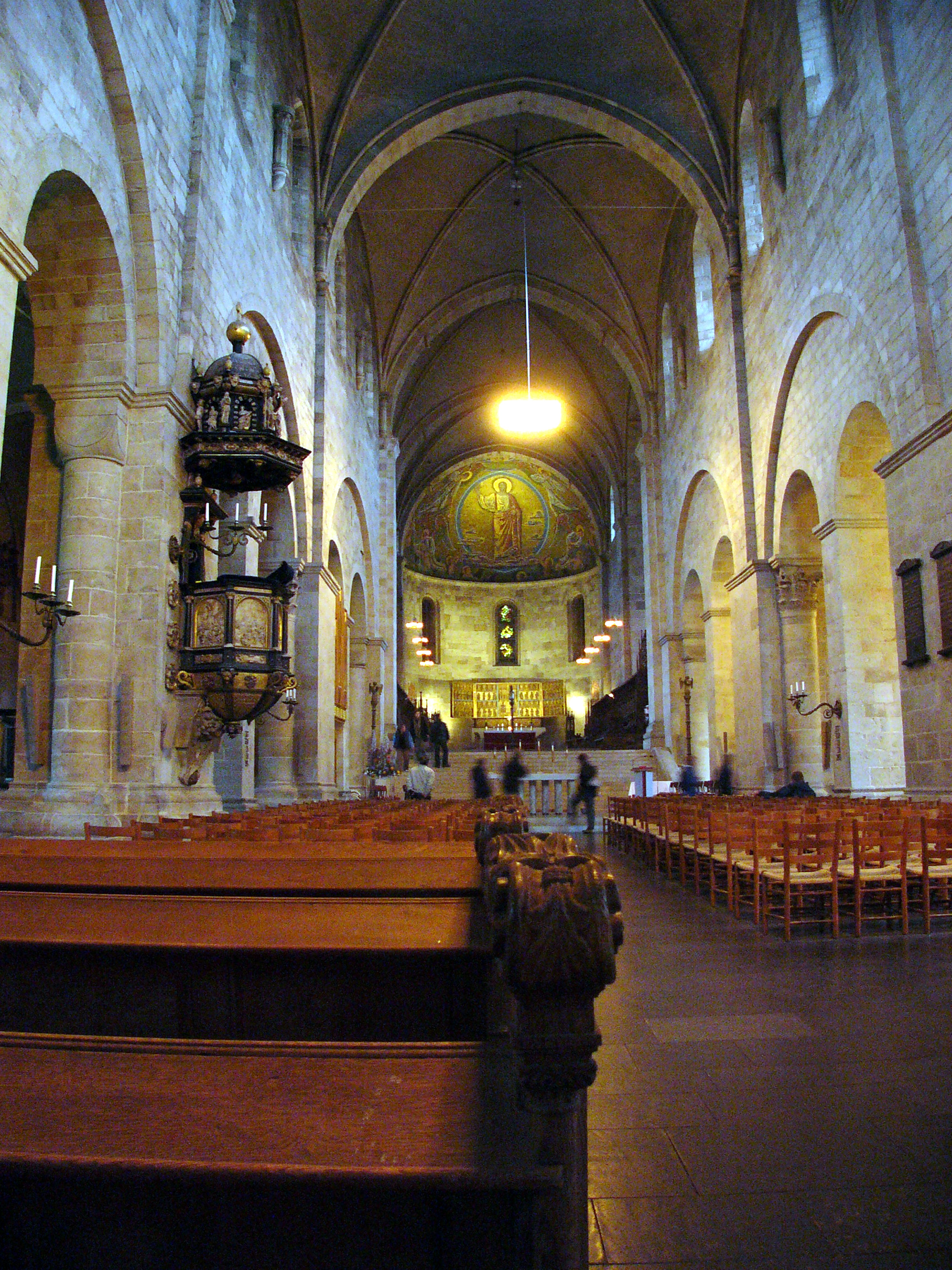
Внутрішній вигляд собору — від входу в бік вівтарного підвищення

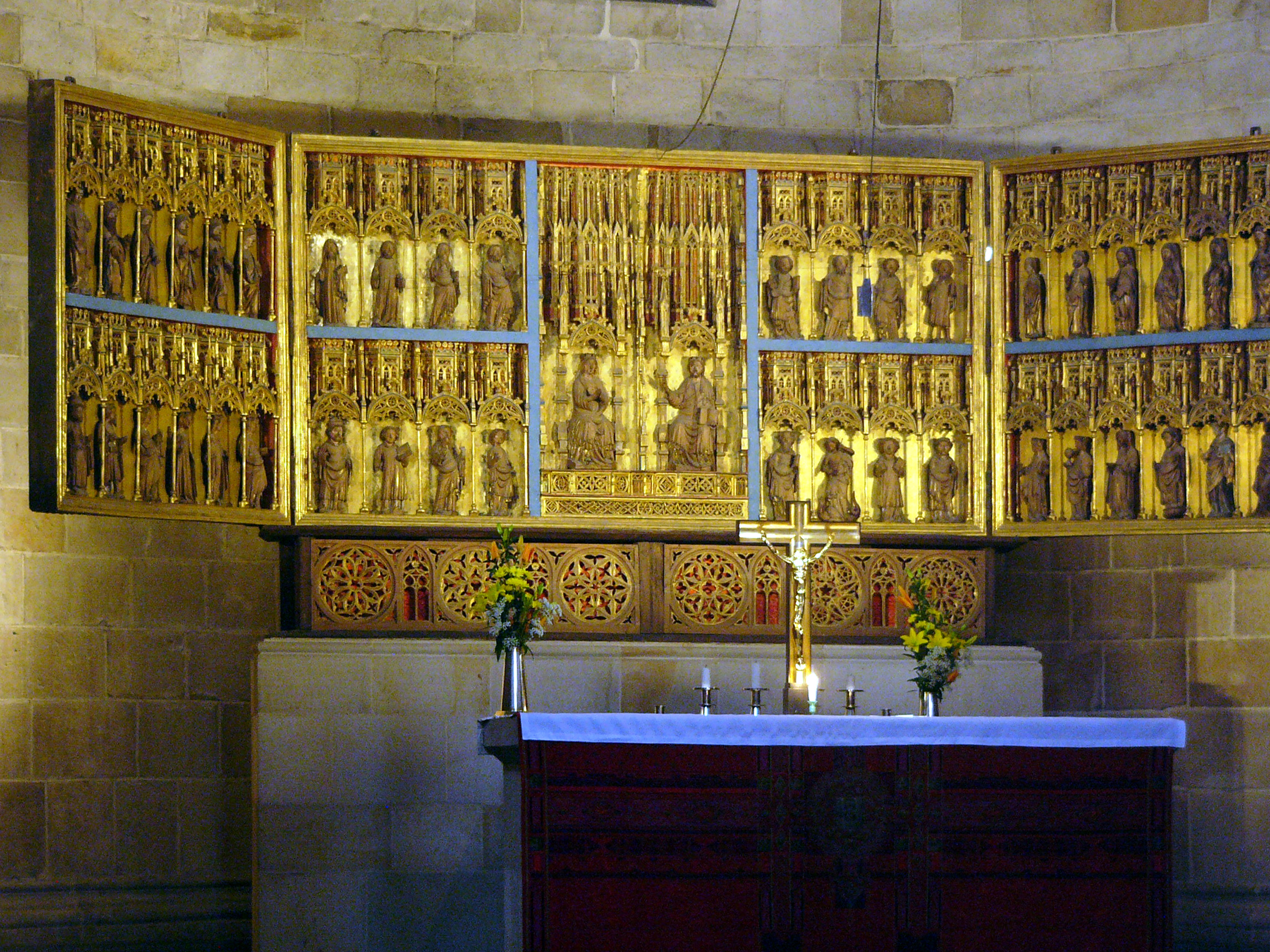
Готичний вівтар датується 1398 роком

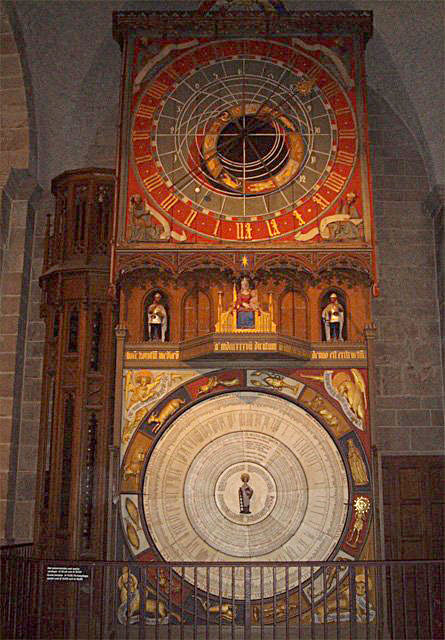
Астрономічний годинник

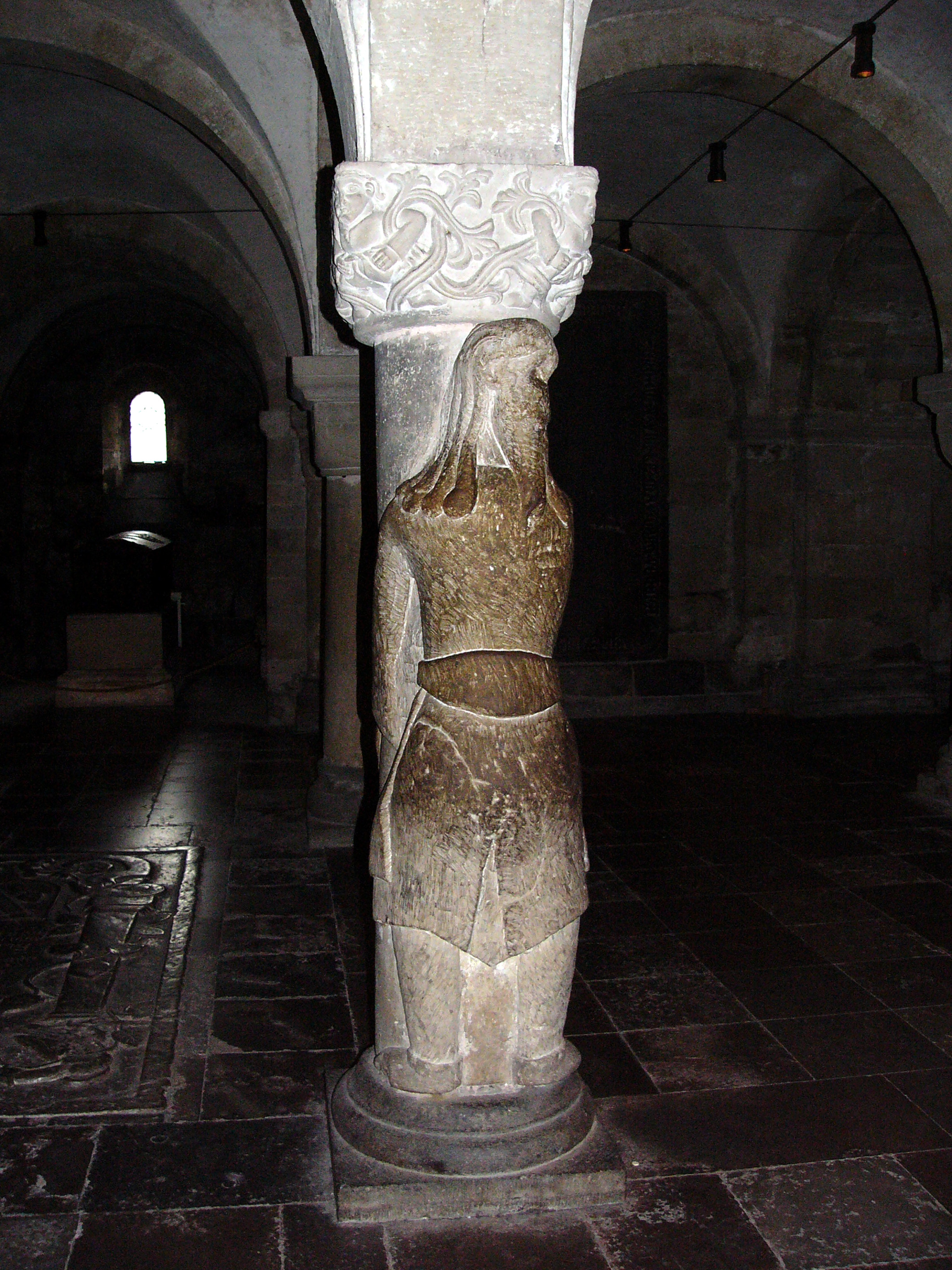
Скульптура легендарного гіганта Фінтрола в крипті

Лунд відігравав важливе значення в історії Скандинавії задовго до будівництва собору. Там на пагорбі Святого Лібера ще в середньовіччя проходили народні збори Сконе (дан. landsting). У дохристиянські часи тут знаходився релігійний центр. Лунд був заснований близько 990 року данським королем Кнутом Великим, який планував відбудувати тут свою столицю. Єпархія Лунда була заснована 1060 року.
Собор у Лунді було споруджено не пізніше 1085 року, але невідомо, чи теперішня будівля знаходиться саме на тому місці. У грамоті Кнуда IV, датованій 21 травня 1085 року, є згадка про собор, побудований протягом 1080-х років. Однак за описом немає певності, що мова йде про сучасний собор Лунда. Соборну школу було організовано 1085 року, таким чином це найстаріша школа Данії.
Ерік I під час паломництва до Риму отримав дві важливих поступки від Римського папи Пасхалія II: його убитий брат Кнуд IV був проголошений святим, а також було створено архієпископство, яке охоплювало всю Скандинавію. Лунд став його центром. Єпископ Ассер став першим архієпископом всієї Скандинавії 1104 року, і, як припускають, будівництво собору почалося після затвердження цієї кафедри. Будівля була типовою базилікою з напівкруглими арками, що підтримують плескату дерев'яну стелю. Сам же собор був побудований з блоків граніту. Вівтар крипти був освячений 1123 року. 1 вересня 1145 року архієпископом Ескілом, наступником Ассера, собор та головний вівтар були освячені на ім'я Святого Лаврентія. У нинішній будівлі від тих часів збереглася лише апсида.
Лунд став головним релігійним центром Данії і відтоді навколо нього було засновано багато чоловічих та жіночих монастирів.
Лунд відігравав найважливішу роль в історії Данії з часу, коли місто стало центром скандинавського архієпископства. Тут відбувалися зустрічі монархів зі знаттю, вибори та коронація короля. Тут 1202 року коронувався Вальдемар II.
1234 року в церкві сталася сильна пожежа. При відновленні будівлі були додані нові стіна, склепіння та західний фасад. Багато цінних художніх доповнень було зроблено в церкві ще в період середніх віків. У 1370-х роках були побудовані чудові готичні хори, а 1398 року готичний дерев'яний вівтар. У нефі будівлі близько 1424 року було встановлено астрономічний годинник.
У 1510-ті роки, під час правління Юхана II, німецький художник Адам ван Дюрен провів генеральну реконструкцію будівлі. У крипті, ван Дюрен створив прикрашений чудовими рельєфами монументальний саркофаг для останнього архієпископа Лунда Біргера Гуннарсена.
Під час Реформації й архієпископство, і собор пережив драматичні зміни. Було закрито багато монастирів. Торберн Біллі став останнім католицьким архієпископом Швеції, який безуспішно боровся з лютеранами, поки 1536 року він не потрапив до в'язниці. Проте через рік його було звільнено після того, як він підпорядковувався новим вимогам щодо Церкви. З собору було видалено статуї, деякі середньовічні художні роботи, бічні вівтарів та релікварії.
За результатами Роскільского мироного договору 1658 року єпархію Лунда було передано Швеції.
Велика реконструкція будівлі була проведена Гельго Зеттерваллем у кінці 19-ого століття, коли башти західного фасаду здобули свій сучасний вигляд. У 1920-х роках до інтер'єру апсиди було додано мозаїчне художнє оформлення.

## Мистецтво та архітектура
Церква була побудована з пісковика в романському стилі Ломбардії та Рейнської області. Про це свідчать загальний план будівлі, крипта та аркова галерея, яка прикрашає верхній поверх апсиди.

### Вежі
Вежі собору мають висоту 55 метрів. Їхні пірамідальні дахи видно здалека в ясну погоду. Вежі не відкриті для відвідування публікою. Найстаріший церковний дзвін був виготовлений 1513 року.

### Вхід
Двоє бронзових дверей, створених Карлом Йоханом Дюферманом, служать головним входом. На них є 24 рельєфних зображення біблійних подій, переважно старозавітних часів. Вище дверного отвору на кам'яному фронтоні є зображення Ісуса Христа, Кнута IV і святого Лаврентія.

### Інтер'єр
Як у типовому приміщенні романського стилю, в соборі Лунда досить тьмяно, так вікна мають дуже маленькі розміри для достатнього природного освітлення. Церква має три прибудови та трансепт. Церква має розкішні готичні хори. Вівтар, що знаходиться в апсиді, прикрашений чудовим престольним образом, датованими 1398 роком.
У південній прибудові собору розташований інформаційний центр. Там же проходять різні виставки.

### Астрономічний годинник
Астрономічний годинник собору, Horologium mirabile Lundense, був створений приблизно 1424 року. Зупинений 1837 року та знову запущений 1923 року.
Замість бою на повну годину можна почути мелодію In dulci jubilo найменшого органу церкви. У цей час шість дерев'яних фігур, що зображають трьох волхвів та їхніх слуг, проходять перед Марією з немовлям Ісусом. Годинник грає двічі в день — о 12:00 та о 15:00 щодня, за винятком неділь, коли найраніша гра відбувається о 13:00 щоб не переривати ранкову месу.
Над годинником розташовані фігури двох лицарів, які відзначають окремі години. Верхня панель годин — астрономічний годинник. Крім іншого вони показують фази Місяця та місце розташування Сонце.
Нижня панель годин — календар. З його допомогою можна обчислити, коли буде перехідне церковне свято і на який будній день припаде певна дата. У середині календаря розташований Святий Лаврентій, патрон собору, якого оточують символи чотирьох євангелістів.

### Органи
У Лундському Соборі всього п'ять органів. Найбільший — орган галереї, який був побудований між 1932 та 1934 роками данською компанією Marcussen і Søn, один з найбільших у Швеції. Орган галереї має всього 7074 труби. 1992 року він був відремонтований тієї самою компанією.
Найменший орган знаходиться в астрономічному годиннику. Він щодня грає мелодію церковної пісні In dulci jubilo. Три інших органи знаходяться в крипті, баптистерії та на хорах.

### Крипта
Крипта залишилася загалом недоторканою, починаючи з її освячення 1123 року. Крипта прикрашена численними стовпами, які відрізняються за стилем. Стовпи були побудовані архітектором Донатусом. Найвідоміший стовп має статую людини, що охоплює його. Місцева легенда свідчить, що ця фігура — Фіннтролль, будівельник собору. Інший стовп має подібну скульптуру жінки, дружини Фіннтролля, за легендою. Насправді, достеменно невідомо, хто саме ці чоловік та жінка.
Головний вівтар крипти є водночас найстарішим вівтарем у церкві. Він був освячений 30 червня 1123 року архієпископом Аскером. У крипті розташовано багато саркофагів, і могильних плит. Серед них найважливішим вважається саркофаг архієпископа Біргера Гуннарсена, створений Адамом ван Дюреном в 1510-ті роки.

## Використання
Крім богослужінь собор використовується як місце для урочистої церемонії присудження ступеня доктора. Також тут часто проводяться концерти духовної музики.

## Архітектори
Неповний список архітекторів собору:
- Карл Георг Бруніус (1837—1859)
- Гельго Зеттервалль (1860—1902)
- Теодор Волін (1902—1942)
- Ейлер Гребе (1944—1967)
- Карл-Аксель Аккінг (1970—1977)